# Cultura di Przeworsk

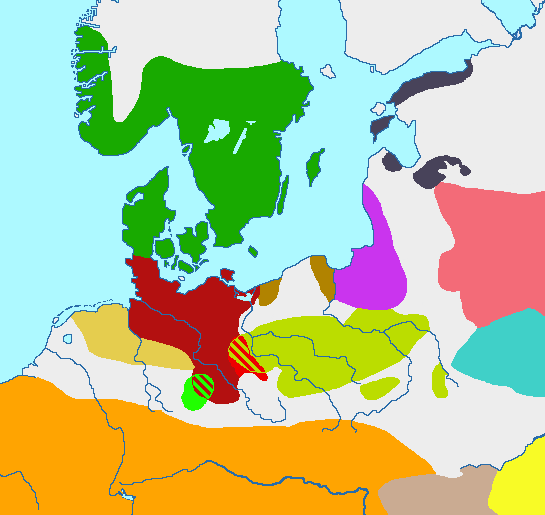
Estensione geografica della Cultura di Przeworsk evidenziata in verde oliva

La cultura di Przeworsk è un complesso archeologico databile tra il II secolo a.C. ed il IV secolo. Si trova nell'attuale Polonia centrale e meridionale, e parzialmente in Slovacchia e Rutenia subcarpatica. Per la precisione occupa la zona tra l'Oder e la parte centrale dell'alta Vistola, tra gli affluenti del Nistro e del Tibisco. Prende il nome dalla città polacca di Przeworsk, dove per la prima volta vennero ritrovati dei loro manufatti.

## Caratteristiche

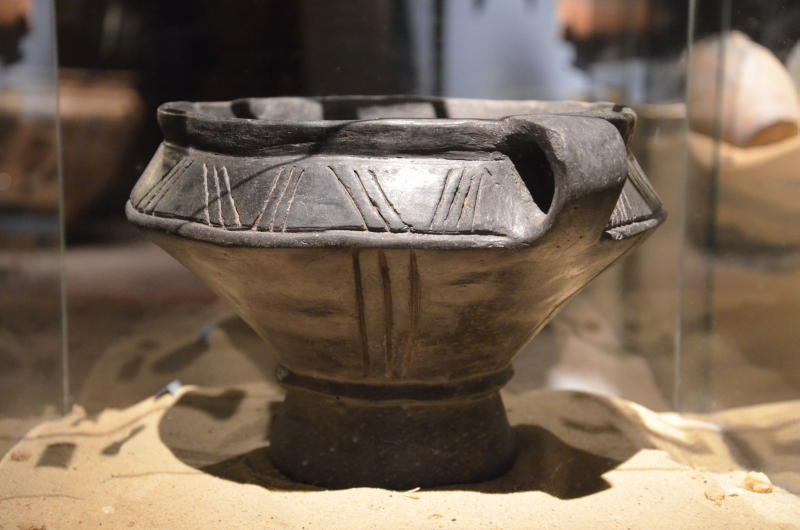
Ceramica

I tratti caratteristici della cultura di Przeworsk sono la ceramica modellata a mano, l'uso del metallo, in particolare del ferro, e alcune pratiche di sepoltura. La pratica della cremazione è tipica della cultura di Przeworsk: armi, ceramiche e utensili vengono posti sulla pira e distrutti prima della sepoltura.
Sebbene si possano individuare influenze celtiche nelle origini della cultura di Przeworsk, si tratta di una cultura germanica orientale. La cultura di Przeworsk emerse nella regione delimitata dal medio corso della Vistola e dell'Oder in epoca preromana, durante il periodo di La Tène C11. Per molto tempo fu caratterizzata da un certo isolamento.
A partire dalla seconda metà del II secolo, l'area occupata dalla cultura di Przeworsk si sposta verso sud-est e la sua zona originaria è ora in parte occupata dalla cultura di Wielbark. I portatori della cultura di Przeworsk sono poi attestati direttamente ai confini dell'Impero romano, in particolare nella Dacia nord-occidentale. Lì, la loro cultura si trasformò a causa del contatto con i Daci liberi e delle influenze romane, formando la cultura Blazice-Bereg.

## Origine e influenze

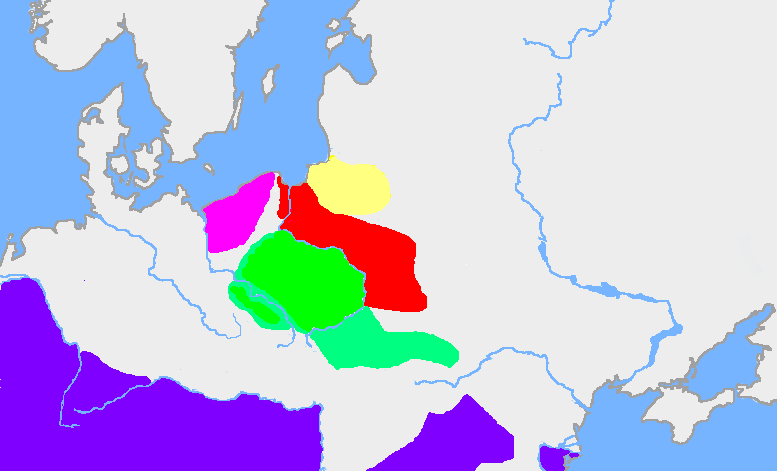
L'area verde rappresenta la cultura di Przeworsk durante la prima metà del III secolo. L'area rossa rappresenta l'estensione della cultura di Wielbark, quella gialla è una cultura baltica (Jatvingi?), e quella rosa la cultura di Dębczyn. L'area viola è l'Impero romano

Si osserva una certa continuità con la cultura pomeranica che occupò in precedenza questa stessa area ma anche delle influenze proveniente dalla cultura di La Tène e di Jastorf. Ad est, in quello che ora è la parte settentrionale dell'Ucraina e quella meridionale della Bielorussia, si trovava la cultura di Zarubynci, a cui si collega formando un grande complesso archeologico. Ad est e a nord della cultura di Zarubynci si trovava la cultura di Černoles, solitamente identificata come la prima comunità slava, un livello simile ai protoslavi.
Al confine nord-orientale i Goti svilupparono la cultura di Wielbark lungo il corso medio e quello basso della Vistola. A nord-est dei Goti si trovava una cultura baltica (che probabilmente parlava una lingua baltica) degli Aesti.

## Usi funerari
La cremazione dei cadaveri era predominante ma si registrano casi di inumazione. Alcune tombe erano eccezionalmente ricche ed eclissano le sepolture germaniche più a ovest, specialmente dopo il 400 d.C.. Le ceramiche e la produzione metallurgica mostrano una buona fattura e una notevole varietà tipologica.

## Identificazione etnica
Gli scrittori romani dell'epoca descrivono questa zona come occupata dai Venedi e dai Lugi, a sud. In passato è stato fatto un notevole sforzo per inserire questi ultimi tra i popoli di lingua slava. Il pensiero moderno, però, propende per un'origine proto-slava, proto-germanica o celtica . I primi Vandali e i Burgundi occuparono parte di questa zona (il Burgundaib) verso la fine del proprio periodo di permanenza nell'Europa centro-orientale.